# King O'Malley
Pour les articles homonymes, voir O'Malley.
King O'Malley, né probablement le 2 juillet 1858 à Valley Falls et mort le 20 décembre 1953 à Melbourne,, est un homme politique australien. Ministre de l'Intérieur dans les années 1910, il est décrit comme la personnalité « la plus énigmatique » et « l'une des plus hautes en couleur » de l'histoire de la vie politique australienne. Riche homme d'affaires mais fidèle au Parti travailliste, mythomane et enclin à promouvoir sa propre importance, il a été l'objet de plusieurs biographies, d'une exposition au musée de Canberra, et d'une comédie musicale à succès.

## Biographie

### Jeunesse
Les origines de King O'Malley sont incertaines car il a construit sa propre légende autour de mensonges fluctuants à ce sujet. Né probablement dans le territoire du Kansas le 2 juillet 1858, peu avant l'incorporation de ce territoire aux États-Unis d'Amérique, il affirme par la suite être né le 4 juillet, jour de la fête nationale américaine, et en 1854 plutôt qu'en 1858. Il affirme également un temps être né au Québec, afin d'être reconnu comme citoyen britannique et être éligible à un mandat parlementaire en Australie. À d'autres moments, il dit être originaire de l'Iowa, de New York ou encore de Washington. Il serait le fils d'un Irlandais émigré aux États-Unis, et son prénom « King » serait le nom de jeune fille de sa mère. Très peu éduqué, il aurait été élevé par son oncle propriétaire d'une petite banque, et aurait travaillé pour lui à partir de l'âge de 14 ans.
Vers l'âge de 20 ans, il devient vendeur itinérant d'assurance, dans le Kansas puis le long de la côte ouest des États-Unis. Il semble avoir, avec un complice, dérobé plusieurs milliers de dollars à des acheteurs, en les trompant par son charisme, et en affirmant son soutien à la prohibition pour les induire en confiance. Il prétend avoir, durant cette période, créé une église de la tribu amérindienne des Cayuses, s'en être fait l'unique évêque, et avoir accompli des miracles avec l'aide d'une « belle jeune acolyte » qu'il dit avoir épousée. Il arrive à Sydney en 1888, et dira par la suite avoir quitté les États-Unis car sa jeune épouse était morte de la tuberculose ; atteint par cette même maladie, il aurait embarqué son propre cercueil parmi ses bagages pour la traversée en bateau de l'océan Pacifique. Bien qu'ayant débarqué à Sydney, il affirme avoir débarqué au Queensland et y avoir été soigné par un Aborigène jusqu'à être intégralement guéri - une pure invention de sa part. En réalité, il semble avoir quitté les États-Unis pour échapper à la justice, y étant accusé de détournement de fonds,,.
En Australie, il devient à nouveau vendeur itinérant d'assurance, à Melbourne puis à Hobart, Zeehan, Launceston (en Tasmanie), Coolgardie (en Australie-Occidentale) puis Adélaïde (en Australie-Méridionale).

### Entrée en politique

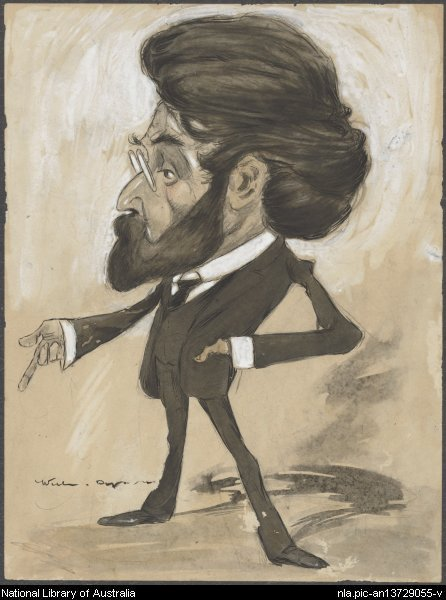
Caricature de King O'Malley par Will Dyson.

Affirmant être canadien de naissance et donc citoyen britannique, il se présente avec succès aux élections législatives d'Australie-Méridionale de 1896, les premières auxquelles les femmes aient le droit de vote dans cette colonie britannique autonome ; il fait campagne pour la gratuité scolaire, la création de pensions de retraite et le plein droit à la propriété pour les femmes mariées. Il est élu député indépendant de la circonscription de la baie de la Rencontre à l'Assemblée d'Australie-Méridionale. Il introduit et fait adopter une proposition de loi légitimant les enfants dont les parents se sont mariés après leur naissance. Il est battu dans sa circonscription aux élections de 1899, et se présente sans succès aux élections législatives tasmaniennes de 1900 dans une circonscription minière. L'Australie s'unifie en une fédération en 1900, et King O'Malley fait campagne très activement auprès des mineurs et des ouvriers de Tasmanie, les encourageant à s'inscrire sur les listes électorales pour les premières élections législatives fédérales en 1901. Candidat indépendant, il promeut à nouveau la création de pensions de retraite et l'égalité des droits des femmes, mais aussi une politique de protectionnisme pour la nouvelle fédération. Il est élu député de Tasmanie à la Chambre des représentants, et, pour une raison inconnue, il est le seul député fédéral de la première législature à choisir de prêter un serment laïc plutôt que religieux. Il attire surtout l'attention des dessinateurs de presse par ses longs cheveux, son chapeau à larges bords qu'il porte même à l'intérieur de la Chambre, sa broche d'opale attachée à sa cravate, sa « personnalité moqueuse et espiègle » et sa tendance à « faire le clown »,.
Il devient membre du Parti travailliste australien trois mois après son élection, et est au moins partiellement responsable de la décision du parti de changer l'orthographe de son nom, devenant le Labor Party (orthographe américaine) et non plus le Labour Party (orthographe britannique et australienne). Réélu en 1903, il est fait membre en 1904 d'une commission parlementaire pour la création de pensions de vieillesse. Il persuade le parti de promettre la création d'une banque nationale de réserve et de dépôt, arguant que le pouvoir inhérent aux banques doit pouvoir être exercé par l'État et non seulement par le secteur privé,,.
Marié en 1910, King O'Malley est fidèle aux convictions féministes qu'il a toujours défendues, et « fait en sorte que son épouse puisse être financièrement indépendante ».

### Déclaration concernant les Maoris et les aborigènes
Le 23 avril 1902, pendant le débat sur le Commonwealth Franchise Act concernant la question du droit de vote pour les Maoris, il a affirmé que « An aboriginal is not as intelligent as a Maori. There is no scientific evidence that he is a human being at all. »,,,.

### Ministre de l'Intérieur

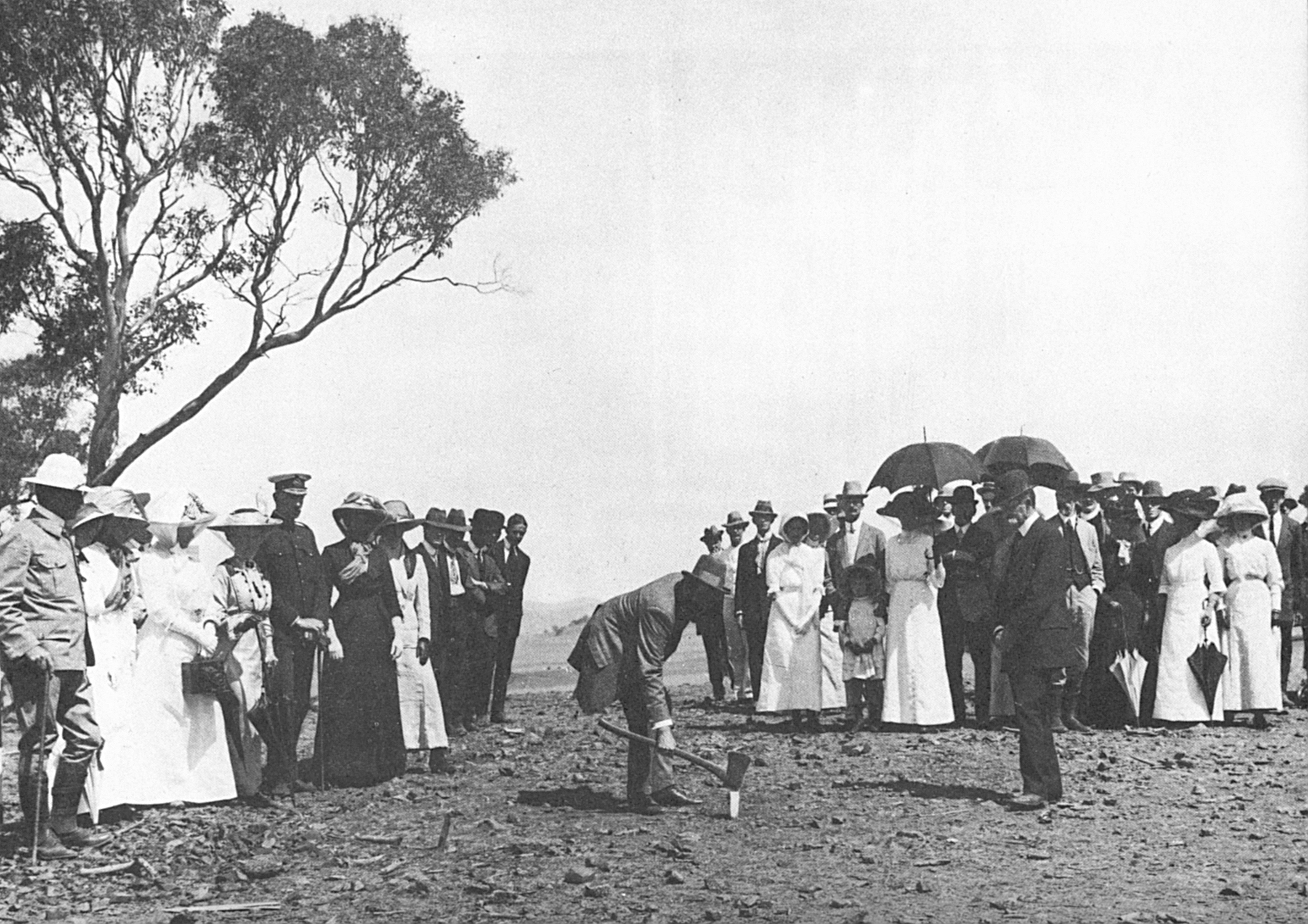
King O'Malley posant les premiers fondements de Canberra en février 1913.

Les élections de 1910 confèrent aux travaillistes une majorité absolue des sièges dans les deux chambres du Parlement fédéral. Andrew Fisher devient Premier ministre et, contre la volonté de ce dernier, le parti parlementaire impose que King O'Malley soit nommé ministre. Andrew Fisher le fait ministre de l'Intérieur. Il obtient la création de la Banque du Commonwealth, même si elle ne correspond pas au rôle qu'il envisage pour une banque nationale, et il est chargé de la planification de la création d'une nouvelle capitale fédérale. Il propose sans succès qu'elle soit nommée « Shakespeare » ; elle deviendra Canberra. Il obtient toutefois qu'une politique de prohibition soit appliquée à cette capitale, y interdisant la vente d'alcool, qu'il qualifie de « jus à tituber » (stagger juice) ; cette décision très impopulaire, qui contraint les résidents de Canberra de se fournir en alcool à Queanbeyan en Nouvelle-Galles du Sud, sera toutefois abrogée en 1928,,,.
En 1911, il est le ministre qui introduit au Parlement le projet de loi pour la construction du Chemin de fer trans-australien reliant l'Australie-Méridionale à l'Australie-Occidentale. Durant la Première Guerre mondiale, il s'oppose à demi-mot à l'envoi à la guerre de soldats recrutés par conscription, et perd de ce fait son ministère lorsque le Parti travailliste se divise sur cette question et que le Premier ministre Billy Hughes quitte le parti pour créer un gouvernement minoritaire nationaliste. Les Tasmaniens soutiennent majoritairement la conscription, et King O'Malley est battu dans sa circonscription aux élections de 1917. Il se présente ensuite sans succès aux élections de 1919 et de 1922, avant de renoncer à la politique,.

### Auto-promotion
Après ses défaites électorales, il se consacre à entretenir et amplifier sa propre légende, se présentant notamment activement dans les journaux et à la radio comme le « père » de la banque fédérale. Son amie Dorothy Catts contribue à sa réputation en présentant comme factuelles ses diverses inventions à son propre égard, dans la bibliographie qu'elle publie de lui (King O'Malley, Man and Statesman : « King O'Malley, homme et homme d'État ») en 1957,.
Il meurt à son domicile en décembre 1953, prétendument à l'âge de 99 ans mais très certainement en réalité à l'âge de 95 ans. Il était le dernier survivant des membres du premier parlement fédéral de 1901. Sa dernière excentricité est de léguer la majeure partie de sa fortune à la création d'un programme de bourses pour les jeunes filles souhaitant étudier les arts ménagers, car il affirme que « l'art de savoir cuisiner, trop souvent négligé, est essentiel au bien-être de l'humanité ». Il reçoit des obsèques nationales. Le musée de Canberra estime que si King O'Malley a été « un travailleur sans relâche et un vrai démocrate investi passionnément en faveur de l'action de l'État pour la protection sociale des citoyens », il est aussi « profondément égocentrique, s'intéressant avant tout à la promotion de lui-même et à la longévité de sa légende après sa mort ». Bob Ellis et Michael Boddy (en) écrivent en 1970 à son sujet la comédie musicale The Legend of King O'Malley (en), vaudeville produit pour les célébrations du bicentenaire de l'arrivée de James Cook en Australie, et décrit par l'Institut national des arts du théâtre comme un exemple important du new wave australien. Et, en hommage ironique à la volonté de King O'Malley d'interdire de tels établissements dans la capitale, un pub irlandais à Canberra porte son nom,.